# Baixas civis

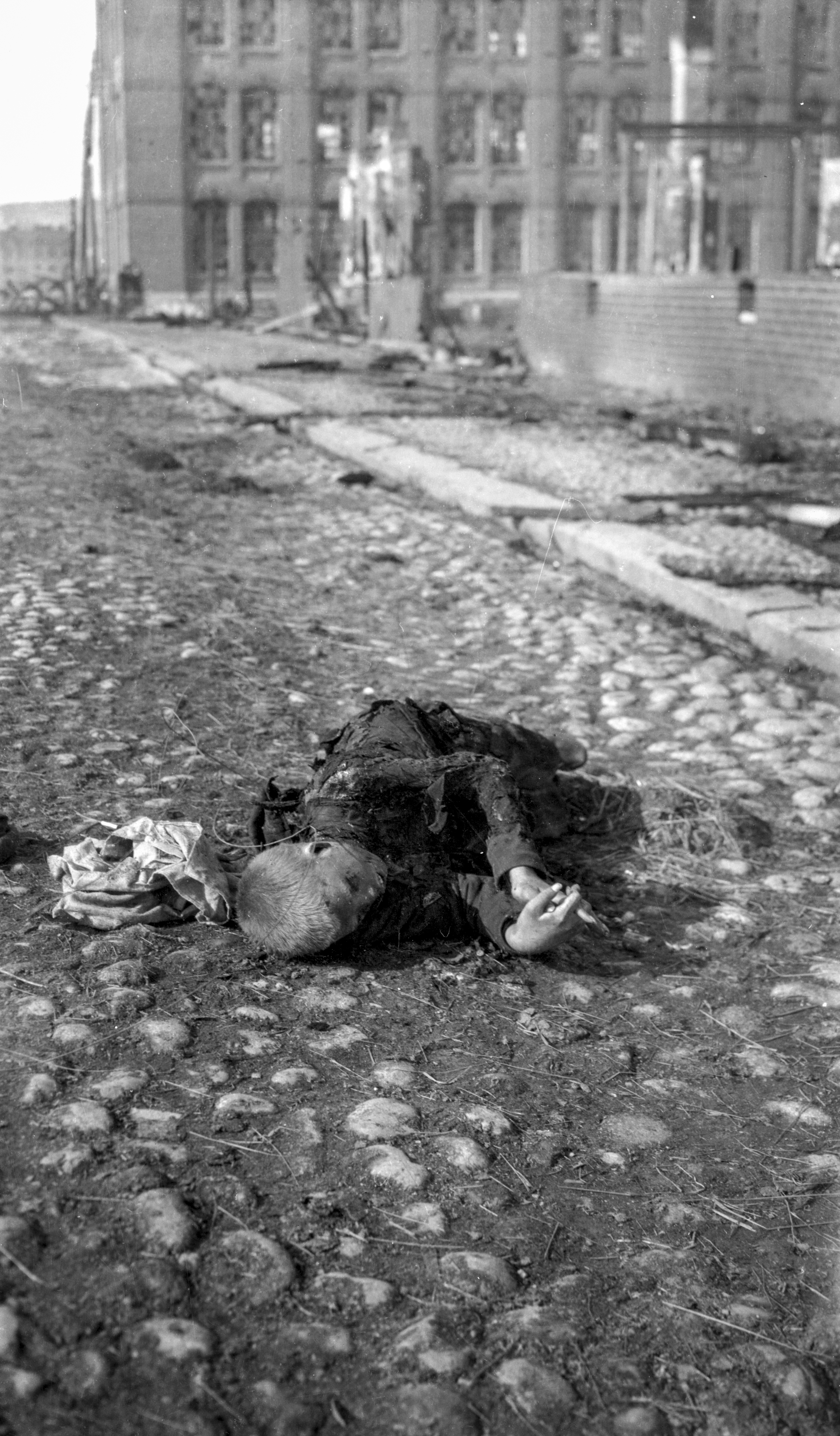
O corpo de um menino na rua em Tampere após a Guerra Civil Finlandesa de 1918.

As baixas civis ocorrem quando civis são mortos ou feridos por não civis, principalmente policiais, militares, forças de grupos rebeldes ou terroristas. Sob o direito de guerra, refere-se a civis que perecem ou sofrem ferimentos como resultado de atos de guerra. O termo é geralmente aplicado a situações em que a violência é cometida em busca de objetivos políticos. Durante os períodos de conflito armado, existem estruturas, atores e processos em vários níveis que afetam a probabilidade de violência contra civis.
O termo "vítimas civis" às vezes é usado em situações não militares, por exemplo, para distinguir vítimas de policiais versus criminosos, como ladrões de banco.